# Camillo Zanolli
Camillo Zanolli (Forno di Zoldo, 27 ottobre 1929 – Agordo, 17 agosto 2019) è stato un fondista italiano.

## Biografia
Nato nel 1929 a Forno di Zoldo, in provincia di Belluno, è entrato in nazionale nel 1952, a 23 anni.
A 26 anni ha partecipato ai Giochi olimpici di Cortina d'Ampezzo 1956, chiudendo 26º con il tempo di 1h54'42" nella 30 km.
Ai campionati italiani ha vinto 1 argento (1956) nella 50 km, e 2 ori (1956 e 1957) e 1 bronzo (1955) nella 30 km.
Si spegne il 17 agosto 2019 a 89 anni all'Ospedale di Agordo dove era ricoverato da un paio di mesi.